# 哈靈頓 (緬因州)
哈靈頓（英語：Harrington）是一個位於美國緬因州華盛頓縣的鎮。

## 人口
根據2020年美國人口普查的數據，哈靈頓的面積為130.30平方千米，當中陸地面積為54.67平方千米，而水域面積為75.63平方千米。當地共有人口962人，而人口密度為每平方千米7人。